# تایکو ۷۷۷۵
سیارک ۷۷۷۵ (به انگلیسی: 7775 Taiko، نامگذاری:1992XD) هفت هزار و هفتصد و هفتاد و پنجمین سیارک کشف شده‌است که در ۴ دسامبر ۱۹۹۲ کشف شد.
قدر مطلق سیارک برابر ۱۲٫۵۰ است.